# GURPS Cyberpunk
 GURPS Cyberpunk es un conjunto de herramientas de género para juegos de rol con temática cyberpunk ambientados en una distopía del futuro cercano, como la imaginada por William Gibson en su influyente novela Neuromante . Fue publicado en 1990 después de un retraso significativo causado por el borrador original como prueba principal en Steve Jackson Games, Inc. contra el Servicio Secreto de Estados Unidos . En 1993, GURPS Cyberpunk Adventures — una colección de tres escenarios de juegos de rol de la línea GURPS Cyberpunk — ganó el premio Origins a la mejor aventura de rol de 1992. A diferencia de la mayoría de los libros de éxito comercial de la tercera edición del juego, actualmente no existe un libro de consulta de Cyberpunk para su cuarta edición, a partir de 2023. Se pueden encontrar reglas similares para tecnología avanzada en GURPS Ultra-Tech,  desde gadgets hasta ropa cibernética, pero no existen, por ejemplo, reglas para netrunning que sean esenciales para este tipo de juegos.

## Contenido
Además de los capítulos principales que se detallan a continuación, GURPS Cyberpunk contiene un glosario de términos comunes de cyberpunk, un índice y una bibliografía de medios relevantes.
Personajes
Este capítulo describe algunos de los arquetipos de personajes más comunes (netrunner, corporación, policía, celebridad, etc.) y sus habilidades, ventajas y desventajas típicas. También proporciona una guía sobre cuánto dinero podría generar o costar un trabajo determinado.
Ropa cibernética
Reglas y descripciones de mejoras biónicas .
Tecnología y equipamiento
Enumera muchos tipos de dispositivos del futuro cercano.
Netrun
El más largo del libro, detalla reglas para redes informáticas realistas, así como fantásticos ciberespacios accesibles sólo a través de una interfaz neuronal. Describe qué tipos de sistemas se pueden encontrar en la Red y cómo los personajes pueden actuar (y luchar) allí.
Diseño mundial
Da pautas para diseñar tu propio mundo cyberpunk.
campaña
Ayuda al Gamemaster a ejecutar una serie más larga de aventuras.

## Incautación del Servicio Secreto de EE. UU.
Loyd Blankenship, quien fue contratado por Steve Jackson Games en 1989, casi terminó con GURPS Cyberpunk más tarde ese año, cuyo objetivo era introducir a la compañía en el popular género cyberpunk y ayudarla a superar sus dificultades financieras. 
GURPS Cyberpunk ganó notoriedad cuando el Servicio Secreto de Estados Unidos allanó la sede de Steve Jackson Games en Austin en 1990. Las autoridades confiscaron el manuscrito del libro de consulta, que en ese momento estaba en desarrollo, afirmando que se trataba de un "manual para delitos informáticos". El libro fue reconstruido y reescrito a partir de borradores anteriores cuando el manuscrito no fue devuelto. La incautación retrasó la publicación durante seis semanas.  Esta redada a menudo se atribuye erróneamente a la Operación Diablo del Sol, una ofensiva a nivel nacional contra las actividades ilegales de piratería informática que estaba ocurriendo en esa época. 
GURPS Cyberpunk se publicó finalmente en 1990, uniéndose a los juegos de rol cyberpunk ya lanzados Cyberpunk 2013 (1988) de R. Talsorian, Cyberspace (1989) de ICE y Shadowrun (1989) de FASA . 

## Historial de publicaciones
El libro de consulta principal de la línea (ISBN 1-55634-168-7 ) fue escrito por Loyd Blankenship y publicado por Steve Jackson Games en 1990, como parte del extenso sistema de juego de rol genérico GURPS (tercera edición).

## Recepción
La edición de julio de 1990 de Games International (Número 16) comentó que "las computadoras conectadas con humanos y montones de moralidad personal hacen que jugar al cyberpunk sea un desafío". El crítico concluyó: "Los amantes de Neuromante de William Gibson deberían comenzar aquí". 

## Premios
En los Origins Awards de 1991, GURPS Cyberpunk fue nominado al Mejor Suplemento de Juego de Rol de 1990.  

## Otras reseñas
- Lobo Blanco #23
- Dragão Brasil #3 (1994) (portugués) [6]
- Caso Belli #58 [7]
- Caso Belli #80 [8]